# Isola Gargoyle
Gargoyle è una piccola isola del gruppo delle Fox nell'arcipelago delle Aleutine orientali e appartiene all'Alaska (USA). Si trova al largo della costa sud-occidentale di Unalaska, nella Surveyor Bay.